# 直列12気筒

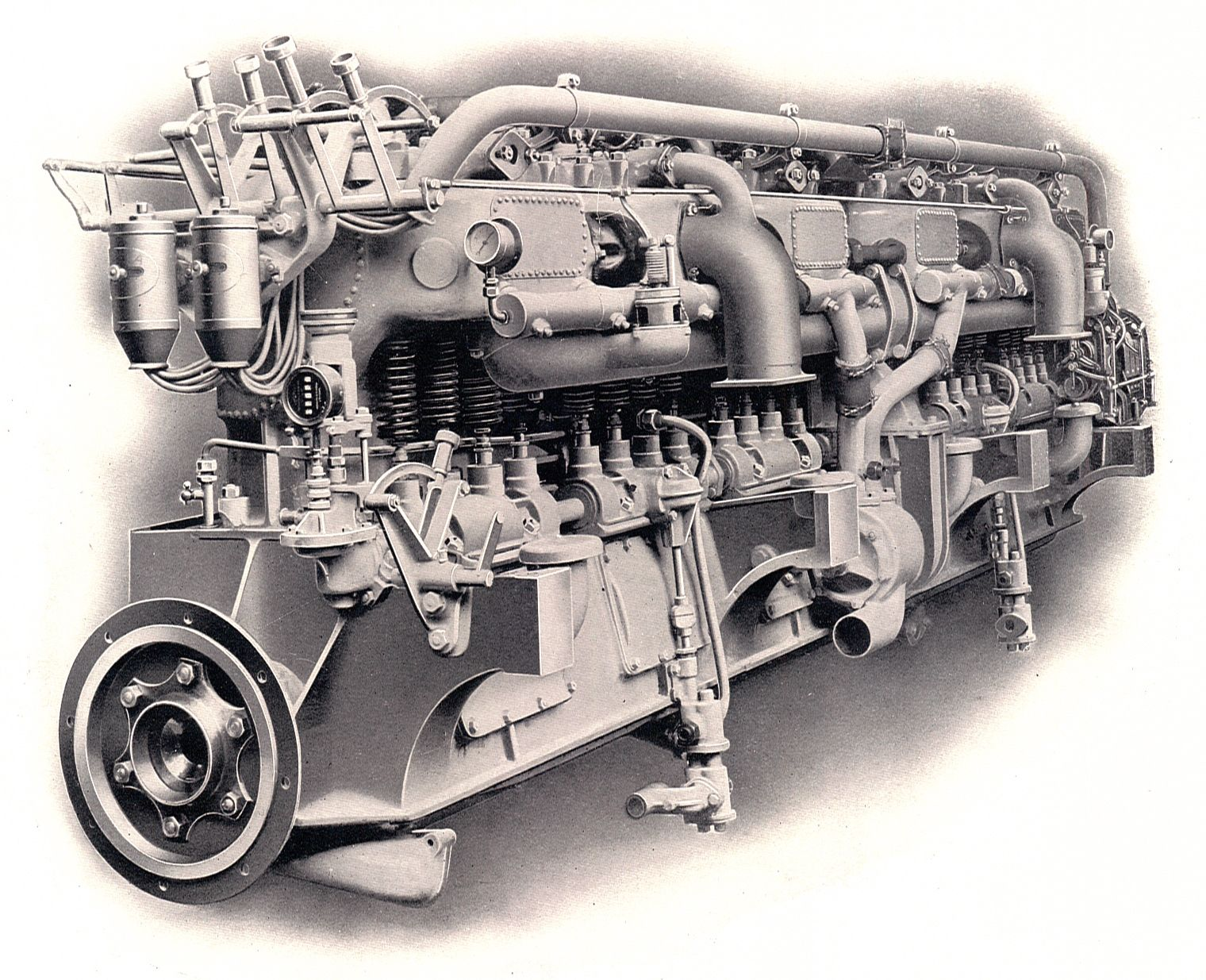
1905年のウーズレー製船舶用直列12気筒エンジン。ガソリンまたは重油を燃料とし、360馬力を発揮した。

直列12気筒（ちょくれつじゅうにきとう）とは、シリンダー（気筒）が12本直列に並んでいるレシプロエンジン等のシリンダー配列のことを指す。

## 自動車
直列12気筒エンジンは非常に長いエンジンであり、それゆえに自動車用としては一般的ではない。しかし、大きな軍用トラックには用いられたことがある。

## 船舶
ロシアの工場では1960年代から1970年代に、直列12気筒エンジンを船舶のために製造した。

現在、フィンランドのバルチラ（1997年：スイスのスルザーのディーゼルエンジン開発製造部門を買収し、バルチラNSDを設立。）が2ストロークディーゼルエンジンであるRTA96-Cを開発、6気筒から14気筒までのラインナップがあり、直列12気筒も選択が可能である。